# Сеньї (провінція Рим)
Сеньї (італ. Segni) — муніципалітет в Італії, у регіоні Лаціо,  метрополійне місто Рим-Столиця.
Сеньї розташоване на відстані близько 50 км на південний схід від Рима.
Населення — 9123 особи (2014).
Щорічний фестиваль відбувається 18 липня. Покровитель — San Bruno.

## Демографія
Населення за роками:

Станом на 1 січня 2023 року в муніципалітеті офіційно проживало 585 іноземців з 54 країн, серед них 269 громадян країн Євросоюзу та 37 громадян України.

## Сусідні муніципалітети
- Артена
- Коллеферро
- Корі
- Гавіньяно
- Монтеланіко
- Паліано
- Рокка-Массіма